# Rapidum
Rapidum fue un asentamiento romano y un fuerte ubicado en Mauritania Cesarienses, casi 100 km al sur de Icosium (Argel).

## Historia
Los romanos construyeron un fuerte en lo que hoy es Sour Djouab (al sur de la actual Argel) durante el primer siglo de su gobierno en Mauritania entre Castellum Tingitanum (El Asnam) y Auzia (Sour el Ghozlane), con el fin de expandirse su control del interior de la región. Pronto, bajo Adriano, cerca del fuerte creció un asentamiento civil llamado "Rapidum", en la calzada romana llamada Nova Praetentura, que conectaba Numidia con Mauritania Tingitana y pasaba por Rapidum.
El castrum original de Rapidum permaneció hasta el año 201 d. C., mientras que la ciudad sobrevivió hasta el emperador Aureliano, cuando fue destruida por los nómadas bereberes. El posterior emperador Diocleciano la reconstruyó a finales del siglo III con enormes edificios que perduraron hasta las invasiones árabes.

Rapidum tiene dos partes distintas: el campamento y la ciudad. El campamento es rectangular con esquinas redondeadas. Data del 122 d.C. (CIL VIII, 20833). La enceinte está formada por dos muros de sillería que encierran un relleno de mampostería interior. Está reforzado por torres situadas a ambos lados de las cuatro puertas, una a cada lado del campamento. El pretorio está ubicado en la intersección del decumanus y el cardo. Mide 28 x 24,5 m, según el plan clásico, consta de tres partes ... En esta sala se abren cinco habitaciones, todas scholae, excepto la del medio, que terminaba en ábside y debió ser capilla por los estándares. Unos metros al sur del pretorio, un enorme edificio pudo haber servido de establo. Cerca y al sur se encuentra otro gran edificio, presumiblemente la residencia del comandante (27 x 19,5 m); pequeños baños privados y siete habitaciones se disponen alrededor de un patio. El resto del campamento estaba ocupado por barracones y baños estándar. Es de destacar un curioso relieve que representa la salutatio, encerrado en la puerta oeste. La ciudad, contigua al campamento en el lado sur (pero no en el W), está rodeada por murallas, construidas en 167 d. C.
Princeton E.

La guarnición inicial del fuerte Rapidum fue, según el historiador M. Ruiu, el Cohors II Sardorum y las nuevas limes protegidas del Imperio Romano se trasladaron al sur desde las costas del Mediterráneo hasta una carretera militar llamada Nova Praetentura. Este camino iba de Rapidum cerca de Numidia a Altava y a Numerus Syrorum en la frontera de Mauritania Tingitana.
Rapidum fue nombrada "municipium" y tenía una extensión de 15 hectáreas bajo Marco Aurelio (con casi 4.000 habitantes, en su mayoría bereberes romanizados, tal como Auzia).
La ciudad fue destruida más tarde por las rebeliones bereberes, pero Diocleciano restauró la ciudad, que tenía incluso enormes termas romanas. Piezas de colosales estatuas de Júpiter y Minerva sugieren la existencia de un "Capitolio". Indudablemente, también hubo un templo a Ceres.
El fuerte fue abandonado alrededor del 325 d. C., mientras que la ciudad permaneció algunos siglos más (aunque nunca se recuperó por completo).
Rapidum fue conquistado por los vándalos y luego reducido a un pequeño pueblo, probablemente cristiano (en Aïn Tamda, al oeste de las ruinas de Rapidum, se ha excavado un grupo de edificios cristianos (iglesia y monasterio) - fue ocupado por el reino romano-bereber de Altava en el siglo VI. Desapareció con la conquista musulmana del Magreb en el siglo VII. Hoy solo quedan algunas ruinas, excavadas en la década de 1920 por los colonos franceses.

## Ruinas

### Entorno general
La antigua ciudad de Rapidum, situada en lo que hoy es Sour-Djouab, se encuentra a treinta y cinco kilómetros al oeste de Sour el Ghozlane (Aumale bajo colonización, la antigua Auzia), en la Wilaya de Médéa (la antigua Lambdia).
La región montañosa presenta una densa vegetación, compuesta principalmente por matorrales, encinares y ocasionalmente pinares dispersos. Estrechos barrancos bordeados de adelfas ocultan las aguas de un uadi. Cerca de Rapidum, el relieve se aplana, formando una meseta desnuda entre dos uadis, donde la antigua ciudad se extiende sobre más de quince hectáreas, rodeada de murallas. El lugar, dotado de un suministro constante de agua y de tierras fértiles cultivadas por las granjas romanas, cuyos restos salpican la región, era propicio para un asentamiento. Los descendientes de los olivos antaño presentes atestiguan la floreciente historia agrícola de la ciudad hasta la conquista árabe.
Rapidum, estratégicamente situada en el Titteri, era una fortaleza militar crucial. Sus fuertes fortificaciones y su posición geográfica protegida la convertían en una fortaleza difícil de tomar por sorpresa. Estas murallas eran esenciales no sólo para repeler las incursiones de los saqueadores, sino también para defenderse de las incursiones de las poblaciones del sur.
Además, Rapidum desempeñó un papel esencial en la red de comunicaciones romana al unir las regiones colonizadas al este y al oeste de Argelia. Su proximidad al mar y su posición estratégica cerca del limes de la Mauritania cesariana la convirtieron en un punto de control crucial para los viajes por tierra entre Numidia, la meseta del Sétif y el valle del Río_Cheliff. Esta importancia estratégica se acentuó especialmente en el siglo VI, cuando los bizantinos luchaban por mantener el control de la región frente a los ataques de las tribus moras del sur, lideradas por el rey Mastigas, que amenazaban las rutas terrestres hacia las ciudades costeras. 
Laporte señala que, a diferencia de casi todas las ciudades de la Mauritania cesariana, que llevan un nombre libio o libio-púnico, Rapidum lleva un nombre latino. Esta elección sugiere una fundación en un emplazamiento prácticamente virgen. Además, debido a su breve existencia de unos 85 años, el campamento debió de conservar un trazado casi intacto, con muy pocas remodelaciones.

### Historia de las excavaciones
El yacimiento de Rapidum en Sour-Djouab fue visitado por primera vez por Berbrugger en 1845-1846, y una descripción de las ruinas fue publicada entre 1859 y 1860 y en 1869, un plano de las murallas fue proporcionado por Chabassière. Sin embargo, el antiguo nombre de las ruinas permaneció desconocido hasta que se descubrieron cuatro inscripciones en 1882 y 1884 despejando las grandes puertas de la ciudad; estas inscripciones, publicadas con un nuevo plano en 1884, fueron cruciales para comprender la historia de la ciudad.  Numerosas monedas, así como algunas inscripciones, principalmente funerarias, fueron descubiertas durante las excavaciones realizadas entre 1908 y 1917. 
En 1926 se reanudaron las excavaciones, sacando a la luz un recinto al este de las murallas, lo que indica que Rapidum estaba formada por dos ciudades fusionadas. Este descubrimiento, considerado notable por las autoridades arqueológicas, hizo que los esfuerzos de la campaña de excavaciones (en 1927) se concentraran en un único yacimiento.
Tras las excavaciones de M. Seguy-Villevaleix[cita requerida] (1925 a 1931), siguieron las de Leglay{[cita requerida] de 1949 a 1953. 
Más recientemente, Benseddik ha elaborado una notable síntesis que ha enriquecido nuestro conocimiento de las tropas auxiliares de la Mauritania cesariana, centrándose en particular en los Cohors Secunda Sardorum, en el origen de Rapidum.Para concluir, merece la pena citar el artículo de síntesis de Laporte sobre el campamento y la ciudad de Rapidum, que data de 1985.

### Descripción del sitio

#### El campamento

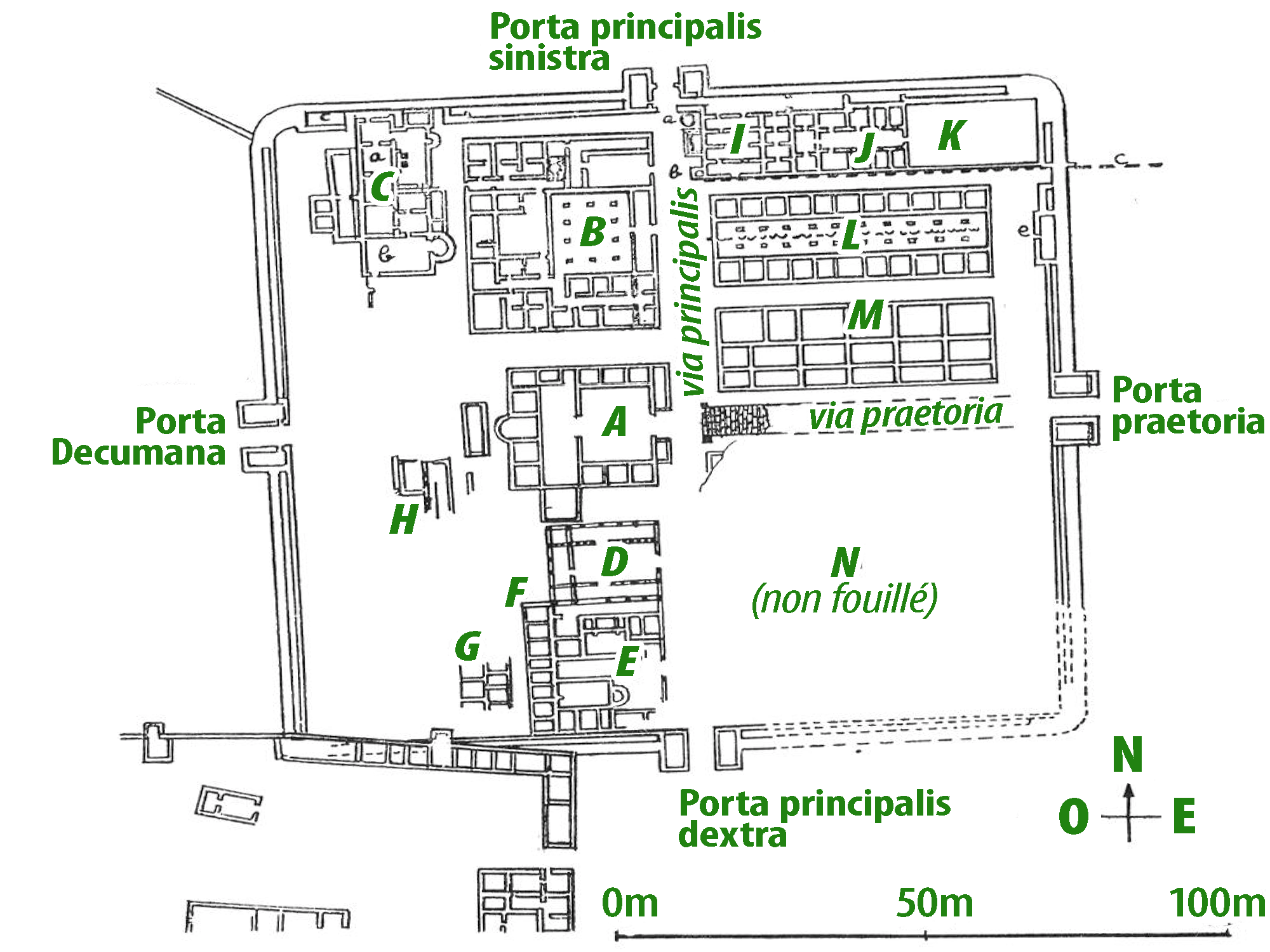
El campo de Rapidum

Las excavaciones realizadas en 1927 confirmaron la presencia de un campamento al este del recinto de sillares. El emplazamiento, en total consonancia con los preceptos del topógrafo Higino Gromático, está estratégicamente situado en un terreno de suave pendiente, beneficiándose de un suministro de agua y de protección contra las inundaciones del uadi. La ausencia de montañas cercanas y de cobertura natural para el enemigo garantiza su seguridad.
El recinto del campamento está formado por una muralla maciza de grandes piedras de escombros, de 1 m60 de grosor, reforzada por esquinas redondeadas. Torres rectangulares flanqueaban la muralla, con una puerta en el lado norte. Los restos hallados atestiguan la solidez de la construcción, incluidos clavos de hierro y placas de madera blindadas para las puertas, así como dispositivos defensivos adicionales. Cerca de las murallas del campamento se erigieron dos templos, donde se alzaron estatuas de divinidades romanas como Júpiter, Juno (?), Baco y Mercurio. Por el contrario, los escasos restos de cultos no oficiales están todos vinculados a Saturno o Ceres, las deidades africanas que probablemente adoraban muchos de los habitantes de Rapidum.
El plano del campamento muestra similitudes con el de Lambaesis, sobre todo en la disposición de las torres y los refuerzos de las esquinas. Esta similitud sugiere una influencia arquitectónica común. Dado que el campamento de Lambèse se construyó durante el reinado del emperador Adriano, es plausible que el campamento de Rapidum se construyera durante el mismo periodo. Los descubrimientos arqueológicos, incluido un miliario y su base, confirman la presencia de una calzada que unía el campamento con Auzia, establecida hacia 124; el campamento propiamente dicho se había terminado poco antes, en 122. Sin embargo, si suponemos que la construcción del campamento de Rapidum se remonta al año 122, es razonable preguntarse si su fundación pudo remontarse a algunos años antes. En 1910 se descubrió una dedicatoria a Marcio Turbo, célebre general de Adriano, por sus acciones para sofocar la revuelta en Mauretania (entre agosto y noviembre de 117; en febrero de 118 se restableció el orden).·
Las excavaciones realizadas en 1927 en el campamento construido por Adriano en 122 revelaron una calle paralela a la muralla que conducía a dos edificios. El primero, con muros de 0,50 m de altura y 0,60 m de grosor, consta de tres habitaciones (designadas H1, H2, H3 en el plano adjunto) unidas por un pasillo y divididas en dos por un muro. Una de las salas conserva un suelo de hormigón levantado sobre suspensurae. Este edificio, separado de los baños por una calle empedrada, no muestra ningún rastro de sala de calderas, lo que sugiere que pudo ser el horreum del campamento.
Dos establecimientos de baño, conocidos como las Thermes du Nord y las Thermes du Sud, ocupaban la mayor parte de la esquina noroeste del campo. El agua para los baños procedía del manantial de Αϊn-el-Sahnoun, a dos kilómetros de distancia, a través de una tubería de mampostería. Aunque el curso de esta tubería aún era visible en gran parte de su longitud, no se ha identificado su desembocadura en los baños. Construidos según una práctica común en África, estos edificios presentan muros de más de dos metros de altura, algunos de ellos enterrados desde la Antigüedad. En el frigidarium (F1, véase el plano adjunto), una sala de 5,60 m por 11,70 m, el techo está sostenido a 3,80 m del suelo por grandes pilares de sillería. El suelo es de hormigón con losas en algunos lugares. Dos piletas, conectadas a la alcantarilla bajo la muralla por tuberías de plomo, interrumpen un banco que corre a lo largo de las paredes. La primera de las salas calentadas (T1 en el plano) es accesible desde el frigidarium. Desde aquí, dos salas de hipocausto (C1 y L*, véase el plano) se comunican con la sala de calderas vecina (K1 en el plano). El caldaria no muestra ningún rastro de baños conservados. Un gran patio al oeste de las termas, parcialmente cubierto de hormigón, se extiende hasta la muralla donde se levantan Letrinas#Antigüedad|Letrina (P, ver plano) que datan de un periodo posterior, con paredes degradadas y losas que cubren el suelo y el canal de desagüe.
Los baños del sur formaban una entidad separada de los del norte. Se accedía a través de una puerta de dos metros de ancho a una gran sala (F2, todas estas denominaciones se refieren al plano adjunto) de 12 metros de largo y 6,60 metros de ancho. Los muros, cuyo grosor varía de 0,50 a 0,80 metros y que están reforzados con mojones de piedra, y el pavimento, de pequeñas piedras compactadas con tierra, parecen datar de una época más reciente. Cerca de una gran piscina fría, que ocupa toda la pared trasera como el ábside de una iglesia, una estrecha puerta conduce a tres salas calentadas: un tepidarium (T2) seguido de dos caldaria (G2 y L2). Los conductos de calor se colocaron bajo las puertas, según la práctica habitual. La sala C2 conduce a una habitación más larga que ancha (D), cuyo suelo, sostenido por suspensurae, muestra aún huellas del hormigón característico de una bañera. Las salas de calderas (K-) tenían un único hogar, que parece insuficiente para calentar cuatro habitaciones, lo que sugiere que el diseñador de estos baños meridionales se vio limitado por la falta de espacio.
Los baños del norte y del sur no datan de la misma época. Aunque podemos suponer que los baños adyacentes a la muralla norte del campamento se construyeron en una fecha posterior, esto va en contra de los principios de planificación de los campamentos militares, que evitan bloquear los accesos al recinto para permitir la libre circulación de los defensores. No obstante, parece que los baños del norte se construyeron primero, con el mismo nivel de cuidado que la puerta del campamento. Los muros exteriores de los dos conjuntos de baños no están conectados, lo que sugiere una construcción independiente. Las reparaciones tardías de las termas del norte indican que ya estaban en mal estado a finales del siglo I. Las termas del sur se añadieron más tarde para satisfacer las necesidades de una guarnición más numerosa, probablemente a finales del siglo I, cuando Cómodo reforzó la frontera provincial.
Se dispone de poca información sobre las tropas estacionadas en Rapidum en el siglo III. Sin embargo, se sabe que el campamento fue abandonado antes que la ciudad. Durante el siglo III, una tubería de hormigón y ladrillo transportaba agua desde el Αϊn-el-Sahnoun, situado a dos kilómetros al este, hasta una fuente (S en el mapa) cerca de la porta decumana, cuya cuidada construcción data de la época en que se construyó el campamento. A una altura de 0,50 m, se encontró otra tubería de piedra. Cruzaba la carretera del campamento, sobrevolaba los muros derruidos del frigidarium de los baños del sur y, a 1 m50 por encima del suelo de un patio, se adentraba en el barrio norte de la ciudad, cerca de la esquina noreste de la muralla. Los baños del norte seguían en uso en 325. Estas monedas, las más recientes de la numismática de Rapidum, proporcionan un marcador cronológico de la ocupación del campamento. Sin embargo, la ciudad, construida al abrigo de sus murallas, siguió existiendo durante un largo periodo.

#### La ciudad

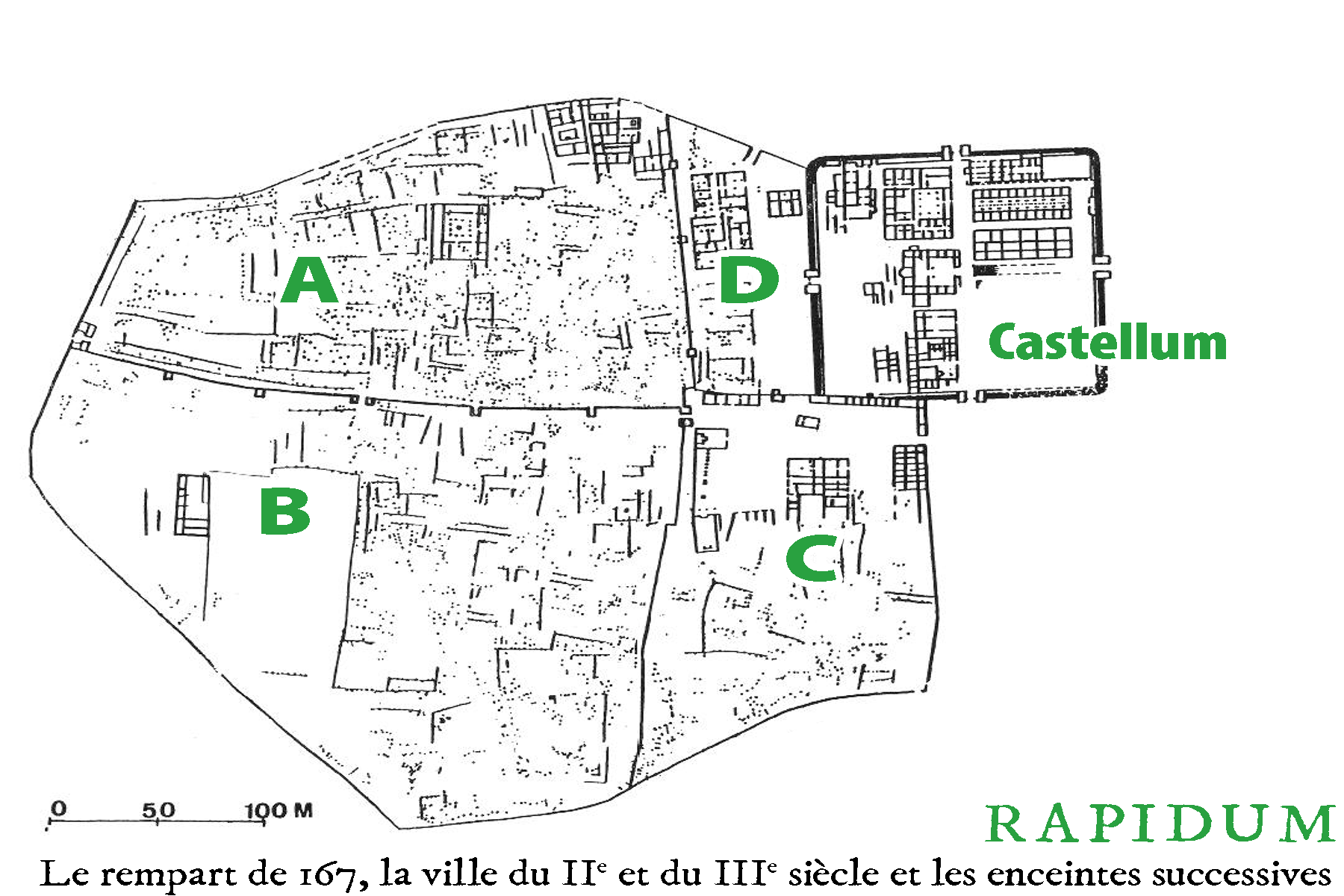
La ciudad de Rapidum

La región montañosa donde los romanos establecieron su campamento no estaba desprovista de habitantes preexistentes. Una inscripción libia anterior a la ocupación romana, hallada en Aïn-Tamda trece kilómetros al oeste de Rapidum, se une a otros dos descubrimientos similares en Aurnale y Hakemti, cerca de Aïn-Bessem. En el propio Rapidum se han realizado hallazgos arqueológicos, entre ellos una moneda de Micipsa, varias monedas de bronce de Juba II y un denario de Ptolomeo I fechado en el año 25 d. C. Esta antigua población ha dejado pocas huellas tangibles. El culto a Saturno, adorada como protectora de la cosecha, se practicaba, según la tradición, fuera de la ciudad, en la colina de Irab-Amara, ocupando así el lugar de una divinidad indígena cuyo nombre permanece desconocido. En las necrópolis, los epitafios revelan nombres de nativos, aunque no es seguro que estos individuos fueran nativos de la región.
La rápida integración de los bereberes en la cultura romana se vio facilitada por sus intereses comunes. En 167, los veteranos (veterani) y los habitantes locales (pagani) unieron sus fuerzas para levantar un muro de piedra alrededor de su asentamiento. Esta construcción se conmemora con una inscripción por duplicado sobre las dos puertas de la ciudad. Los descubrimientos arqueológicos apoyan la idea de que Rapidum no fue inicialmente un asentamiento de veteranos como Madaura o Sétif, sino más bien una extensión directa de un campamento militar. La estrecha relación entre el campamento y la ciudad plantea interrogantes sobre la transición de Rapidum a su estatus de municipium Rapidense y su autonomía municipal, en particular cómo una ciudad que había evolucionado bajo la protección directa del campo pudo alcanzar la autonomía política. Inicialmente, la ciudad de Rapidum, establecida en contra de la norma bajo el propio vallum para garantizar una mejor protección, parecía compartir las características de las agrupaciones canabae que se encontraban con frecuencia cerca de los campamentos permanentes. No sólo carecía de un recinto defensivo, sino también de un nombre distintivo. En 167, no fue una comunidad urbana la que erigió un muro de fortificación, sino más bien individuos que buscaban una mejor protección, como sugiere la inscripción "veterani et pagani consistentes aput Rapidum", donde Rapidum se refiere al campamento y no a la ciudad; esta redacción no difiere de otras referencias a civiles residentes en el territorio militar. Esta población, formada por nativos, veteranos y ciudadanos romanos, estaba sometida a la estrecha supervisión de las autoridades militares, pero tenía una organización corporativa con sus magistrados y consejeros, que rendían homenaje al emperador erigiendo columnas, estatuas e incluso templos vigilados por un guardián del templo.
En 209, los decurions de Rapidum erigieron una estatua a Géta. No es seguro que fueran entonces los administradores de un municipe, ya que en algunas partes de África, los pagis del campo tenían sus propios decuriones distintos de los de la ciudad principal (civitas), que tomaban decisiones y erigían monumentos religiosos y estatuas. Sin embargo, parece probable que Rapidum se convirtiera en municipe bajo Septimio Severo. De hecho, su vecina Auzia, ya municipe bajo los Flavios, recibió el título de colonia de este emperador y mostró su gratitud hacia él y sus hijos dedicándoles numerosos monumentos. Como dice Stetson, al abrigo del nuevo limes establecido por Septimio Severo cincuenta kilómetros al sur, Rapidum disfrutó de una gran prosperidad. La necrópolis occidental, que data de la primera mitad del siglo III, contiene algunos hallazgos notables, en particular la estela funeraria de Claudia Luciosa y sus cuatro hijos, fechada precisamente el 17 de diciembre de 235. Estos hallazgos revelan una floreciente población en Rapidum a principios del siglo III, como demuestran las numerosas estelas funerarias descubiertas en la necrópolis occidental. Además, la gran vía estratégica, construida originalmente en 124 por Adriano y reparada por Antonino Pío, se mantenía con regularidad.
En 244, Filipo el Árabe y, entre 249 y 250, Trajano Decio llevaron a cabo nuevas reparaciones. A partir de 253, la provincia se vio sacudida durante diez años por rebeliones sucesivas y desorganizadas de los bereberes de Numidia y Mauritania. La región de Auzia parece haber sido particularmente afectada, y es posible que la guarnición de Rapidum participara en la represión. Sin embargo, la propia ciudad parece haberse librado del saqueo de los rebeldes, gracias a la intervención de columnas móviles de jinetes nativos bajo la dirección de oficiales romanos. Hasta ahora, no hay motivos para creer que Rapidum sufriera un destino diferente al de Auzia, una ciudad de estatus similar que nunca fue capturada por los rebeldes. Los éxitos de Galieno contra sus rivales devolvieron al Imperio una paz que la debilidad del poder central había comprometido durante una década. Esta recuperación puede apreciarse en Rapidum, donde se han descubierto numerosas monedas con la efigie de Galieno. La carretera entre Auzia y Rapidum fue reparada de nuevo por Claudio el Gótico, sucesor de Galieno, entre 268 y 270, mientras que Aureliano restauró la ruta entre Rapidum y Cesarea entre 270 y 275.
Disponemos de muy poca información sobre la historia de Rapidum durante los treinta años que siguieron al reinado de Aureliano. La ciudad había sido destruida por los rebeldes ante plurima tempora, pero fue reconstruida por los emperadores de la tetrarquía, probablemente poco antes de la abdicación de Diocleciano y Maximiano. Bajo Diocleciano, África se vio sacudida por dos graves insurrecciones: una en 289, cuando los rebeldes cortaron la carretera y destruyeron los puentes entre Rapidum y Auzia, obligando al procurador Aurelio Litua a intervenir. La guerra se reanudó poco después, asolando la región desde el Aurès hasta Cabilia. Fue necesaria una vigorosa campaña de Maximiano (297-298) para restablecer la paz. Después, las ruinas fueron levantadas, marcando la reconstrucción del municipium Rapidense. Aunque sólo la calzada fue restaurada en 290, es posible que el gobernador de la provincia buscara reparar sólo las calzadas para poder reaccionar rápidamente ante las amenazas, como ocurrió en 291 cuando los disidentes fueron sorprendidos tan lejos como el Hodna. La numismática de Rapidum, que presenta una serie completa desde Trajano hasta Galieno, no proporciona ninguna información para los últimos treinta años del siglo III. Parece que el reinado de Aureliano fue seguido en Rapidum por una catástrofe, como demuestra el descubrimiento en 1914 de un tesoro que incluía monedas a nombre de Galiano, su esposa Salonina y su hijo Salonino.  No se han encontrado monedas de Aureliano, Probo, ni siquiera de Diocleciano, a pesar del largo reinado de este último en la época de la reconstrucción de Rapidum. Es posible que la ciudad fuera tomada y destruida por rebeldes al margen de una gran revuelta, durante un periodo de inseguridad en el que el Imperio parecía debilitado y permitía insurrecciones de tribus mal sometidas. Sin embargo, el silencio sobre la numismática puede ser temporal, a la espera de los resultados de las excavaciones actualmente en curso.
Los muros orientales del barrio A y los muros septentrionales del barrio C (las designaciones se refieren al plano adjunto) muestran continuidad, con bloques claramente engranados donde se encuentran. Algunos de estos bloques están hechos de los mismos materiales que los utilizados anteriormente por los constructores, a los que se podía acceder rápidamente: por ejemplo, los bloques del muro de la popa, así como numerosos umbrales de puertas cerca de la puerta oriental de la ciudad. En el centro, alrededor de la esquina de la nueva muralla, un único edificio proporcionaba piedras moldeadas idénticas. Todos estos materiales variados parecen proceder del campamento abandonado para reducir la zona a defender. La nueva muralla, que seguía el muro sur del campamento, conservó el Foro. Sin embargo, la muralla posterior que lindaba con él, sin incorporarse a él, dividió la plaza pública en dos. La puerta de entrada a la nueva ciudad se abrió en una esquina difícil de defender, a lo largo de una calzada preexistente. En estas nuevas obras defensivas orientadas hacia el este, los dinteles esculpidos y las cornisas de los templos se mezclan con los portales del abandonado barrio G. Estas murallas se construyeron con un nivel de calidad superior al que separaba el barrio Β del barrio A. De hecho, se pueden encontrar elementos como bloques de la antigua muralla de Marco Aurelio, una inscripción, fustes de columnas, piedra de un lagar y escombros de diversos tamaños. Las torres que refuerzan las defensas son mucho más irregulares que las de la primera muralla transversal.

#### Bajorrelieve
El bajorrelieve descubierto en 1912 en Sour-Djouab, datado por motivos estilísticos e iconográficos en el siglo II d. C., presenta una composición compleja con dos registros, cuyo significado global aún no ha sido totalmente dilucidado por los investigadores.··    La figura central, identificada como representante de África gracias a atributos distintivos como los restos de elefante que adornan su cabeza, lleva en la mano un vexillum y una cornucopia. A su lado hay una cabeza masculina y una mujer de pelo largo que al parecer sostiene un trofeo. Encima pueden verse otros elementos, como un león agazapado, un hombre con una diadema, un ser híbrido con cabeza de cabra y cola de pez, y una figura desnuda. La tosquedad del bajorrelieve dificulta la interpretación precisa de estas imágenes. Algunos han sugerido la posible presencia de signos zodiacales, así como referencias a divinidades como Neptuno, y símbolos como la cornucopia.
Las dimensiones reales del bajorrelieve son 0,42 metros de largo y 0,20 metros de alto. Fue diseñado para ser fijado a una pared vertical mediante dos soportes reforzados. La calidad aproximada de la obra podría atribuirse a la dureza de la piedra caliza local utilizada para fabricarla. La obra parece representar las provincias romanas y el territorio militar del África Anterior, con África ocupando una posición central, rodeada de figuras simbólicas y signos característicos de la región. A pesar de los daños sufridos por el bajorrelieve, ofrece una valiosa visión de las intenciones del artesano.
Las figuras representadas, aunque su postura puede interpretarse con cierta verosimilitud, siguen abiertas al debate en cuanto a su identificación precisa. La figura central de África es la más fácilmente reconocible, por sus rasgos distintivos. Ocupa una posición central en la composición. Reconocible por los restos de elefante que adornan su cabeza y los atributos que lleva en la mano, a saber, un vexillum (estandarte militar romano) y una cornucopia, África parece ser el personaje principal en torno al cual giran los demás elementos del cuadro.
La postura de África, sentada en un ligero ángulo hacia la izquierda, le confiere una posición central en la composición. Su rostro, aunque casi frontal, se caracteriza por la representación de la trompa de un elefante sobre su cabeza, lo que refuerza su identificación. Sus piernas, probablemente dobladas o semiextendidas, sugieren una postura majestuosa, evocando representaciones anteriores de divinidades o figuras de alto rango.
Los atributos que ostenta África, como los restos del elefante, el vexilo y el cuerno de la abundancia, remiten a símbolos de poder, riqueza y prosperidad asociados a la región africana. También subrayan el estrecho vínculo entre África y el Imperio Romano, destacando quizá su condición de provincia romana próspera y estratégicamente importante.
La interpretación de la figura de África en el contexto más amplio del bajorrelieve plantea interrogantes sobre su papel simbólico y político. Su ubicación central y sus atributos sugieren que puede representar la personificación de África como provincia romana, encarnando su fuerza, riqueza y fertilidad. Esta interpretación se ve apoyada por la presencia de otros elementos en el bajorrelieve, como las provincias romanas vecinas y símbolos geográficos, que refuerzan la idea de una representación alegórica de la región africana en el contexto del Imperio Romano.
El bajorrelieve descubierto en 1912 en Sour-Djouab, datado por motivos estilísticos e iconográficos en el siglo II d. C., presenta una composición compleja con dos registros, cuyo significado global aún no ha sido totalmente dilucidado por los investigadores.1,2,3 La figura central, identificada como representante de África gracias a sus atributos distintivos, como los restos de elefante que adornan su cabeza, sostiene un vexilo y una cornucopia. A su lado hay una cabeza masculina y una mujer con el pelo largo, que al parecer sostiene un trofeo. Encima se pueden ver otros elementos, como un león agazapado, un hombre con una diadema, un ser híbrido con cabeza de cabra y cola de pez, y una figura desnuda. La tosquedad del bajorrelieve dificulta la interpretación precisa de estas imágenes. Algunos han sugerido la posible presencia de signos zodiacales, así como referencias a divinidades como Neptuno, y símbolos como la cornucopia.
Las dimensiones reales del bajorrelieve son 0,42 metros de largo y 0,20 metros de alto. Fue diseñado para ser fijado a una pared vertical mediante dos soportes reforzados. La calidad aproximada de la obra podría atribuirse a la dureza de la piedra caliza local utilizada para fabricarla. La obra parece representar las provincias romanas y el territorio militar del África Anterior, con África ocupando una posición central, rodeada de figuras simbólicas y signos característicos de la región. A pesar de los daños sufridos por el bajorrelieve, ofrece una valiosa visión de las intenciones del artesano.
Las figuras representadas, aunque su postura puede interpretarse con cierta verosimilitud, siguen abiertas al debate en cuanto a su identificación precisa. La figura central de África es la más fácilmente reconocible, por sus rasgos distintivos. Ocupa una posición central en la composición. Reconocible por los restos de elefante que adornan su cabeza y los atributos que lleva en la mano, a saber, un vexillum (estandarte militar romano) y una cornucopia, África parece ser el personaje principal en torno al cual giran los demás elementos del cuadro.
La postura de África, sentada en un ligero ángulo hacia la izquierda, le confiere una posición central en la composición. Su rostro, aunque casi frontal, se caracteriza por la representación de la trompa de un elefante sobre su cabeza, lo que refuerza su identificación. Sus piernas, probablemente dobladas o semiextendidas, sugieren una postura majestuosa, evocando representaciones anteriores de divinidades o figuras de alto rango.
Los atributos que ostenta África, como los restos del elefante, el vexilo y el cuerno de la abundancia, remiten a símbolos de poder, riqueza y prosperidad asociados a la región africana. También subrayan el estrecho vínculo entre África y el Imperio Romano, destacando quizá su condición de provincia romana próspera y estratégicamente importante.
La interpretación de la figura de África en el contexto más amplio del bajorrelieve plantea interrogantes sobre su papel simbólico y político. Su ubicación central y sus atributos sugieren que puede representar la personificación de África como provincia romana, encarnando su fuerza, riqueza y fertilidad. Esta interpretación se ve apoyada por la presencia de otros elementos en el bajorrelieve, como las provincias romanas vecinas y símbolos geográficos, que refuerzan la idea de una representación alegórica de la región africana en el contexto del Imperio Romano.

#### Evolución del yacimiento

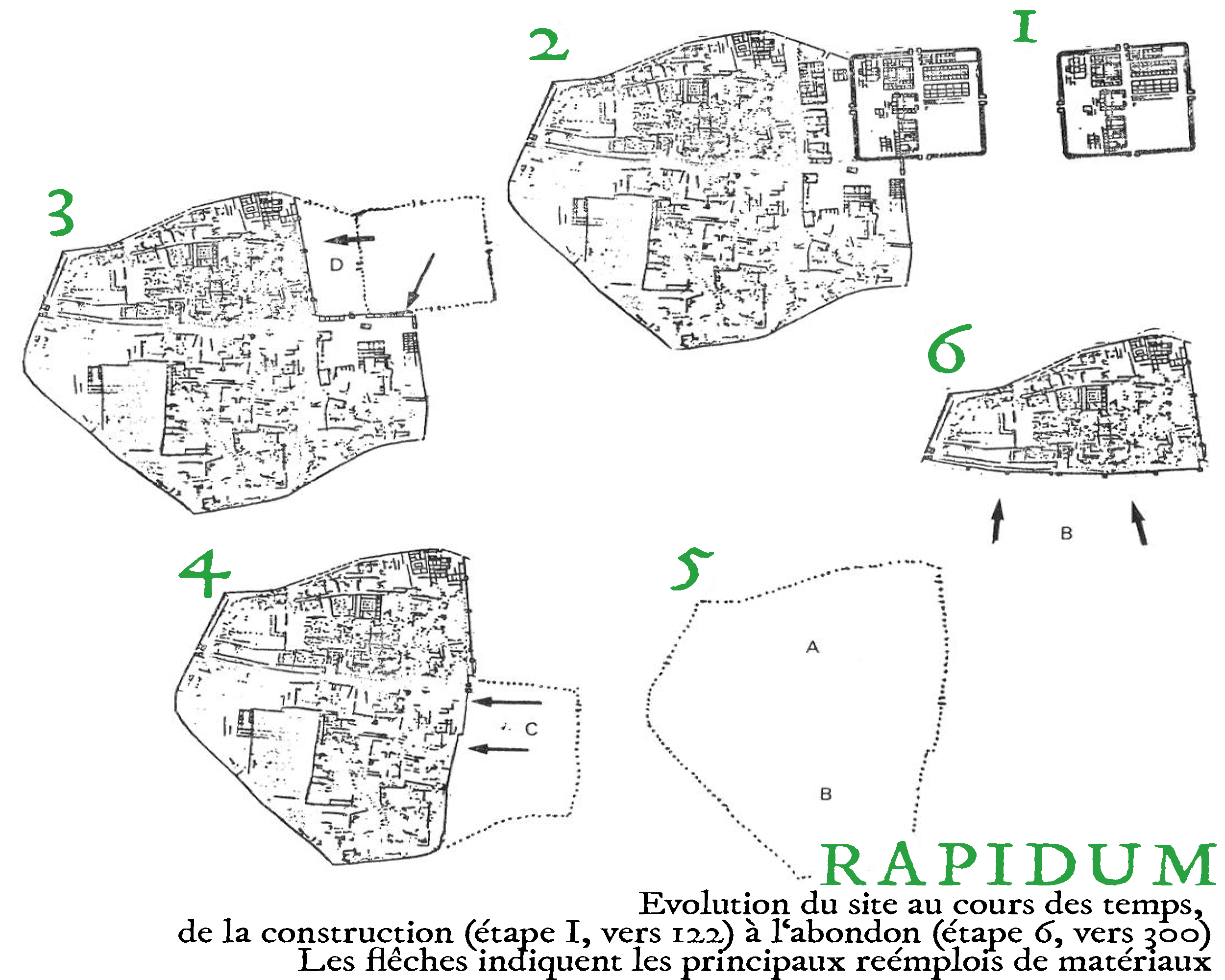
Evolution del sitio de Rapidum

Sobre la base de los resultados de las excavaciones arqueológicas y de la epigrafía, así como de lo que se conoce sobre el entorno histórico en general, Laporte propone la siguiente secuencia para el yacimiento: Hacia el año 122, se levantó el campamento inicial, marcando el comienzo de la historia de la localidad. Unos cuarenta y cinco años más tarde, hacia el 167, el pagus resultante de la expansión del campamento fue rodeado por una muralla. Sin embargo, hacia 250, el campamento y el barrio D fueron abandonados, a pesar de que el campamento había estado desierto desde alrededor de 207. Hacia 270, el barrio G también fue abandonado precipitadamente. Poco después de este periodo, alrededor del 270, la ciudad fue tomada y destruida, permaneciendo abandonada durante un largo periodo hasta alrededor del 297-300. Finalmente, hacia 297-300, el barrio A fue reinvertido, marcando una nueva fase en la historia de la ciudad.

## Obispado

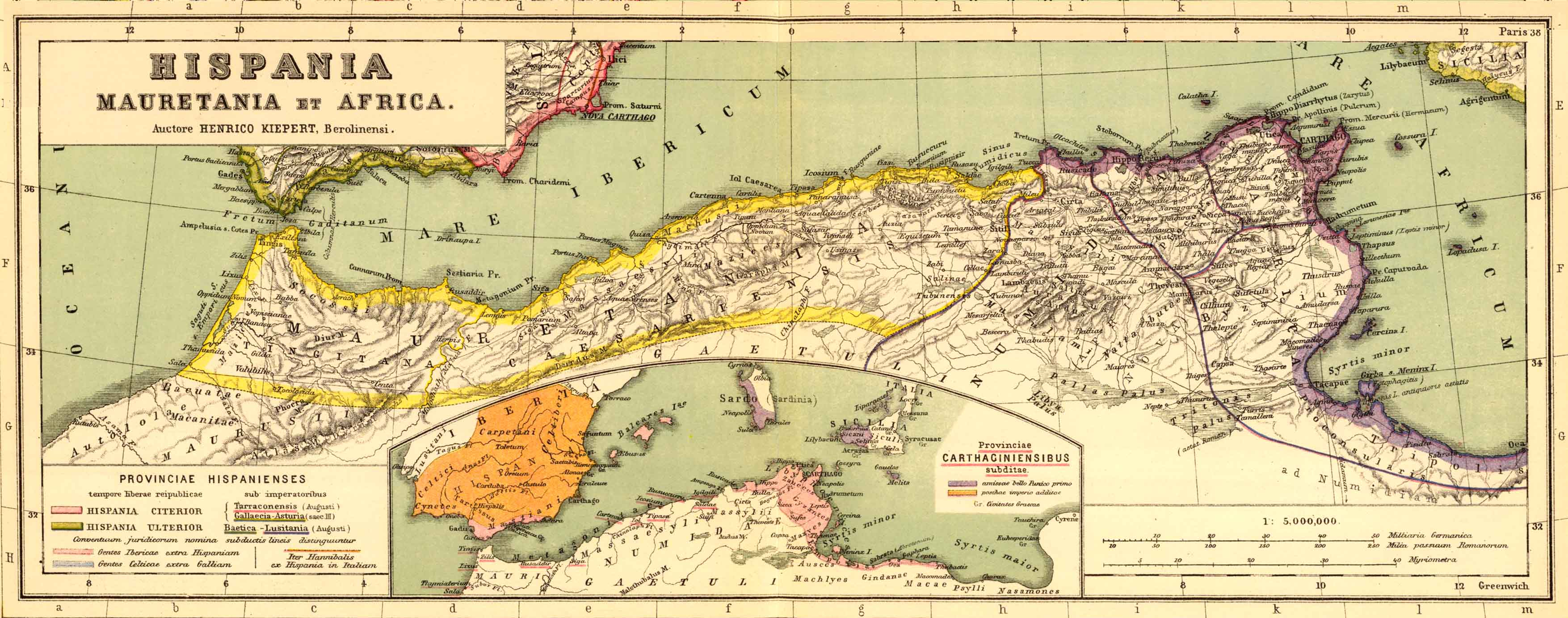
Mauritania y Numidia

Rapidum fue el centro de un antiguo obispado y sigue siendo una sede titular de la Iglesia católica en la provincia de Mauritania Cesariense.